# Manuel García Linares
Manuel García Linares es un artista polifacético, pero fundamentalmente pintor,  español, nacido en Navelgas, en el concejo de Tineo, Principado de Asturias, en 1943.

## Biografía
Era hijo de Manuel García García, conocido como "Lulo Nieto", y Enriqueta Linares Martínez, que además de llevar su casa, regentaba un bar-pensión en Navelgas, localidad asturiana que se constituirá en el centro de toda su pintura.
Como consecuencia de tener que realizar largos tiempos de reposos por motivos médicos, se comenzó a aficionar a la lectura de biografías de grandes pintores, cosa que le hace pensar que él mismo puede llegar a ser un gran artista de la pintura. y se entusiasma con la idea de que él mismo podría llegar a ser un gran artista, y a partir de ese momento comienza a copiar las obras de grandes pintores que veía en los libros que tenía a su alcance. Comienza entonces a recibir lecciones en la Escuela de Artes y Oficios de Oviedo. Allí tiene como profesores, a Adolfo Folgueras, Rafael Borbolla, Manolo Segura, Antonio Miño y Magín Berenguer, entre otros.
También recibió formación en los talleres de dibujo de Saint Germain, de París, Francia, en el año 1962.
Pasa una etapa de residencia alternada entre París y Oviedo. En 1965 establece, ya definitivamente su residencia en la capital de España, y decide recibir clases de desnudo natural en el Círculo de Bellas Artes de Madrid.
En la década de los 70 decide emprender un viaje a América Central, abriendo un nuevo ámbito en su atención artística y humana.
En 1972 Inicia su colaboración con la galería Tassili de Oviedo, el cual se verá interrumpido a partir de 1982 por el cierra de la galería, pasando en ese momento a exponer su obra, cada tres o cuatro años, en la galería Murillo de Oviedo.
En 1975, Manuel García Linares se casa con una profesora de inglés, Isabel Marsá Valdovinos. El matrimonio se traslada a Inglaterra, donde establece su domicilio en  Sheffield. Mientras reside allí, participa en actividades del Departamento de Español de la Universidad local y colabora con Alan Yates, que iniciará posteriormente contactos con la Universidad de Oviedo, que se mantienen a día de hoy.
A su vuelta a España, inicia diversas acciones con la finalidad de movilizar a los paisanos de su pueblo natal, siguiendo así la pauta comenzada con anterioridad, en la que promovió la creación de la Asociación de Vecinos de Navelgas y la fundación del periódico “El Cuarto de los Valles”. En 1979 se organiza por primera vez El Día de los Pueblos de Asturias de Navelgas, que pretendía hermanar entre sí a diversas localidades de la región.
En 1982 nace su primer hijo, Jaime, y en 1984 su hija Almudena.
En 1983 pasa a convertirse en jurado del Certamen Nacional de Pintura de Luarca, y coincidiendo con el acto, se publica un libro sobre su vida y obra dirigido por Jesús Villa Pastur y Evaristo Arce.
Además, en la década de los años 80 decide a diversificar su obra utilizando nuevas técnicas, bien las cerámicas, bien el diseño de obras como el trofeo del Premio Asturias de periodismo, que concede anualmente el Centro Asturiano de Madrid, del que es miembro activo.
En 1989, presenta en Madrid y Oviedo el libro "Molinos de agua y maquila", con el que pretende defender la conservación de estos elementos etnográficos, siendo autor tanto de texto como de ilustraciones. En septiembre, de ese mismo año,  es recibido en audiencia por el entonces Príncipe de Asturias, Don Felipe de Borbón,  a quien hace obsequió con un ejemplar de la obra, que presenta un prólogo cuyo autor es Julio Caro Baroja. No es este su único libro, sino que a este le siguen posteriormente otras publicaciones, como son "A ras de tierra" (1991), "Asturias, de campo a mar" (1992) y "La caza en Asturias" (1994).

## Actividad artística

### Certámenes, concursos, premios y homenajes
En 1960, presenta para el certamen anual convocado por Educación y Descanso en Oviedo una obra, consiguiendo una mención de honor, con el cuadro titulado "Vagabundos".
En 1964, es elegido representante a Asturias para el certamen nacional organizado por la Obra Sindical en Madrid y gana la medalla de plata.
En 1969 obtiene la medalla de bronce en la I Bienal Julio Garllo de Gijón, en la que salen vencedores Adolfo Bartolomé, medalla de oro, y Eduardo Úrculo, medalla de plata.
En 1971, coincidiendo con una exposición organizada por la Galería Altamira, en Gijón, un óleo suyo obtiene un accésit en el Certamen Nacional de Pintura de Luarca.
En 1972 obtiene otro accésit en el Certamen Nacional de Pintura de Luarca, en el cual más adelante conseguirá también un primer premio y mención honorífica en acuarela.
En 1974 es seleccionado para participar en la I Bienal de Arte Ciudad de Oviedo con un cuadro que finalmente fue adquirido por la Caja Rural de Asturias.
En 1981 participa en la I Bienal "La Carbonera", de Sama de Langreo, donde, a modo de premio, se le compra el cuadro que ha presentado a concurso.
En 1983 es homenajeado en el Certamen de Pintura de Luarca, entrando a formar parte de su jurado a partir de entonces.
En 2010 recibe el VII Lar Vial de Tuña, galardón que le es concedido por la asociación de mujeres «Cuarto La Riera», la Hostelería de Tuña y la Asociación Cultural de este mismo pueblo por su compromiso no sólo con su pueblo natal, sino también con todo el concejo de Tineo.
En 2012 se le entregó la "Amuravela de Oro", premio de la asociación Amigos de Cudillero.
En 2020, su localidad natal, Navelgas, le dedicó una calle.
En 2021, la ciudad de Oviedo le nombró hijo adoptivo.

### Exposiciones colectivas
1981 Forma parte de la exposición colectiva “Panorama 81 del Arte Asturiano”, celebrada en el Círculo de Bellas Artes de Madrid.
1983 Participa en una colectiva celebrada en el Salón de Naciones de París, Francia.

### Exposiciones individuales
En 1960 mismo año lleva a cabo su primera exposición individual, realizada en los bajos de la cafetería ovetense Rívoli.
En 1966 muestra su obra en la Caja de Ahorros de León.
En 1968 exhibe óleos y dibujos en el “Club Pueblo”, sala de exposiciones del diario vespertino madrileño.
En 1969, exhibió su obra en el Ateneo de Gijón, en la galería Abril de Madrid, y también en la Embajada Española de Lisboa.
En 1970, expone en la galería L'Ami des Lettres de Burdeos, siendo su primera exposición en Francia.
En 1971 lleva a cabo, en la cafetería Tiki Tabú de Gijón, una exposición-encuesta, organizada por la galería Altamira.
En 1972 expone en el salón Oller de la Casa de España en San Juan de Puerto Rico.
En 1974 expone sus óleos en la galería Marqués de Uranga de Gijón.
En 1976 expone en la Vision Gallery de Sheffield, Inglaterra.
En 1980 expone en la Woodstock Gallery de Londres.
A su regreso a España, tras su residencia en el Reino Unido, expone sus óleos en las galerías Balboa 13 de Madrid, Bernesga de León y Vicent de Gijón.
En 1981 expone en la Galería Iris de Salamanca. Y por primera vez en la sala de arte Tioda, que como consecuencia del cierre de la galería Vicent, pasa a ser su único enlace profesional con el público de Gijón.
En 1982 expone por primera vez en la sala de arte Espí de Torrelavega (Cantabria), además de hacerlo también en la galería Aktuaryus de Estrasburgo, de la mano del decano de la Facultad de Filología Románica, André Labertit.
En 1983 expone la sala de la Caja de Ahorros Popular de Valladolid.
En los años siguientes, exhibe con regularidad su obra en Madrid, Oviedo, Gijón y Estrasburgo, donde presentará sus esculturas en 1985.
En 1992 lleva a cabo una exposición retrospectiva de su obra en el Centro Cultural Galileo de Madrid.
En 1994 expone en el Centro Asturiano de Madrid, que tenía como finalidad recaudar fondos para Mensajeros de la Paz; también en ese mismo año, expone en la sala Murillo de Oviedo, donde vuelve a repetir entre el 18 de noviembre y el 11 de diciembre del año 2010.

## Obra pública
- La lechera, 1996, plaza Trascorrales, Oviedo, Asturias.[10]
- Monumento a Marino Gutiérrez Suárez, 1997, Parque de Dolores F. Duro, La Felguera, Langreo, Asturias.[10]
- ¡Adiós Cordera!, 2002, plaza General Ordóñez, Oviedo.[10]
- Monumento a Jesús, el Pirulero, 2007, calle Nacho Martínez, Mieres, Asturias.[10]
- Monumento a Luis Riera Posada, 2008, plaza de la iglesia de San Juan el Real, Oviedo.[10]

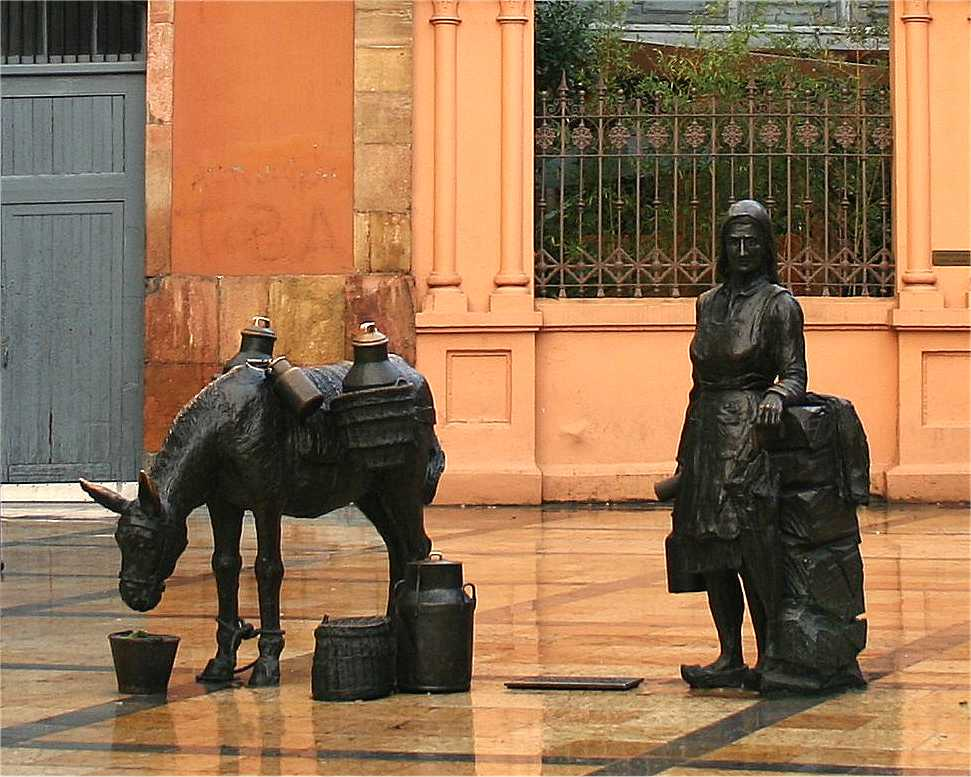
Vista de La lechera (1996), en Oviedo.
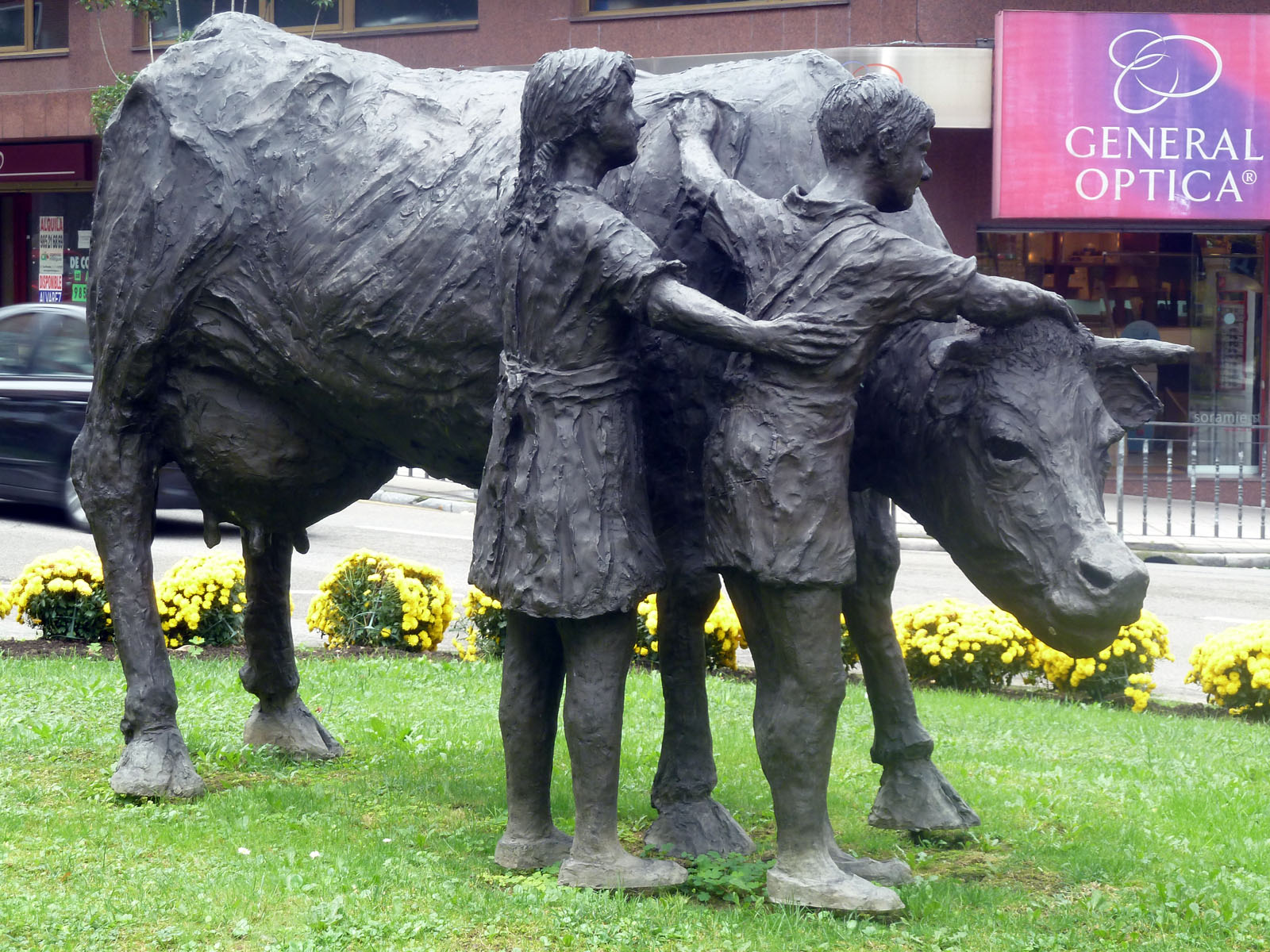
Conjunto escultórico ¡Adiós, Cordera! (2002), en Oviedo.
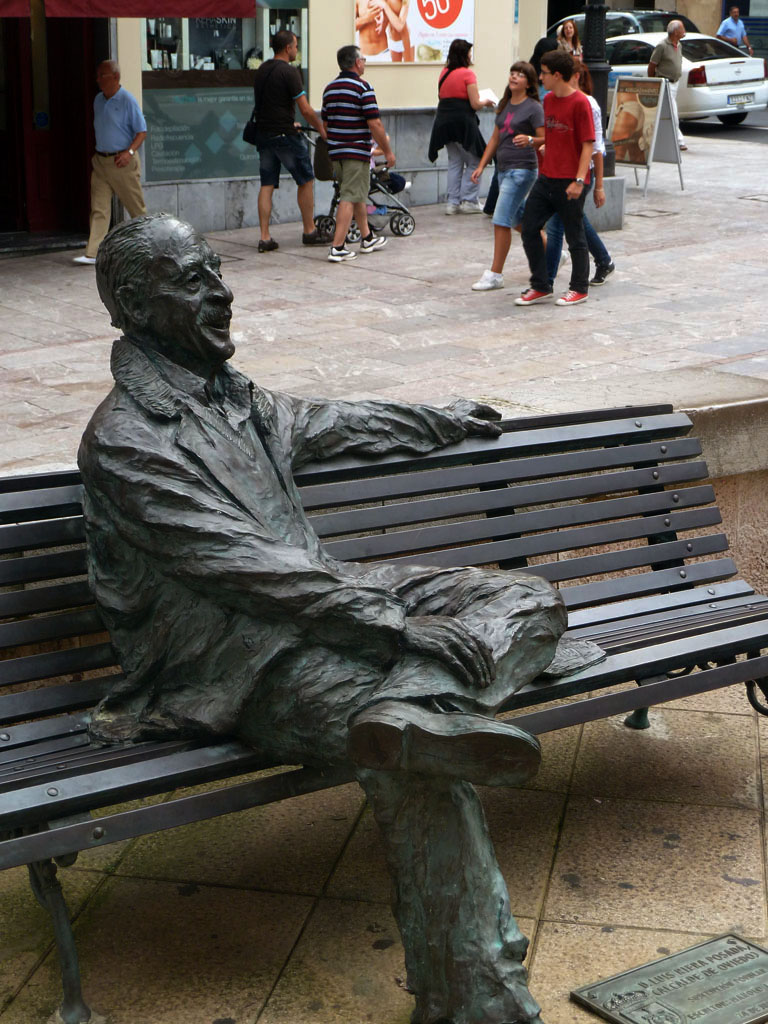
Escultura de Luis Riera Posada (2008), en Oviedo.
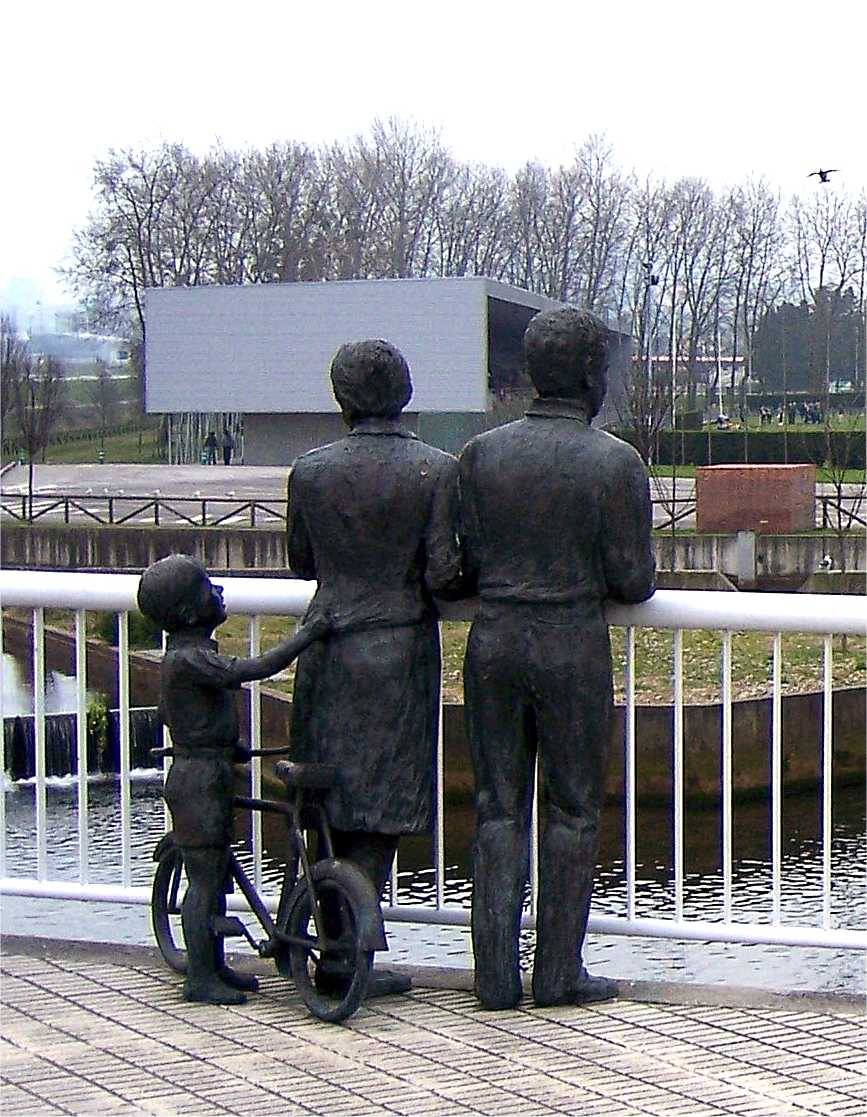
Parte de la composición Sentimientos (1998), en Gijón.